# Universidade Médica Nacional de Ternopil Ivan Horbachevsky
A Universidade Médica Nacional de Ternopil Ivan Horbachevsky, é uma universidade localizada em Ternopil, Ucrânia. É uma das médicas maiores instituições de ensino superior daquele país, fundada em 1957. Homenageia o um eminente químico e político austríaco de origem ucraniana Ivan Horbachevsky.

## Faculdades
- médico;
- farmacêutico;
- dental;
- estudantes estrangeiros;
- educação de pós-graduação.